# Яшляр (Татарстан)
Яшляр — деревня в Сармановском районе Татарстана. Входит в состав Старокаширского сельского поселения.

## География
Находится в восточной части Татарстана на расстоянии приблизительно 15 км на юго-запад по прямой от районного центра села Сарманово.

## История
Основана в 1920-х годах.

## Население
Постоянных жителей было: в 1926 — 80, в 1938—117, в 1949 и 1958 — по 98, в 1970 — 95, в 1979 — 58, в 1989 — 16, 11 в 2002 году (татары 100 %), 9 в 2010.